# Alberto Rivera Pizarro
Alberto Rivera Pizarro, o solo Rivera (Puertollano, 16 febbraio 1978), è un ex calciatore spagnolo, di ruolo centrocampista.

## Carriera

### Club
Cresciuto nel Real Madrid, esordisce in prima squadra a 17 anni in Celta de Vigo-Real Madrid (0-2) (sarà questa la sua unica presenza nel campionato 1994-1995). Nella stagione 1995-1996 gioca 35 partite e segna 7 gol con la squadra C.
Tra il 1996 e il 1999 gioca 75 partite con il Real Madrid Castilla, segnando 20 reti, prima di passare in prestito al Numancia. Torna poi al Real Madrid, con cui gioca 2 partite nel campionato 2000-2001.
Nel gennaio 2002 passa in prestito all'Olympique Marsiglia, giocando 12 partite e segnando 2 reti.
Nell'estate 2002 passa al Levante con cui gioca 113 partite con 17 reti in 3 stagioni, prima di trasferirsi al Real Betis per 3,4 milioni di euro.
Con la squadra di Siviglia conta 7 presenze in Champions League e 3 in Coppa UEFA.

### Nazionale
Conta 7 presenze e 2 reti con la Nazionale Under-20 di calcio della Spagna.

## Palmarès

### Club

#### Competizioni nazionali
- Campionato spagnolo: 2

Real Madrid: 1996-1997, 2000-2001
- Supercoppa di Spagna: 2

Real Madrid: 2001, 1997
- Segunda División (Spagna): 1

Elche: 2012-2013

#### Titoli internazionali
- UEFA Champions League: 2

Real Madrid:  1997-1998, 2001-2002

### Individuale
- Premio Fair Play della Liga spagnola: 1

2010-2011